# Cepillo dental eléctrico

Un cepillo dental eléctrico es un cepillo dental que hace movimientos automáticos rápidos de las cerdas del cepillo, ya sea por la oscilación hacia atrás y adelante, o por la rotación oscilatoria (alternar entre la rotación horaria y antihoraria), con el fin de limpiar los dientes. Normalmente el movimiento del cabezal es oscilante, a pesar de ser frecuentemente llamados cepillos rotatorios. Los movimientos a velocidades sónicas o inferiores se hacen con motor. En el caso de los cepillos ultrasónicos, los ultrasonidos son emitidos por un cristal piezoeléctrico. Un cepillo eléctrico moderno por lo general se alimenta con una batería recargable que se recarga a través de la base inductiva cuando el cepillo está colocado en ella.

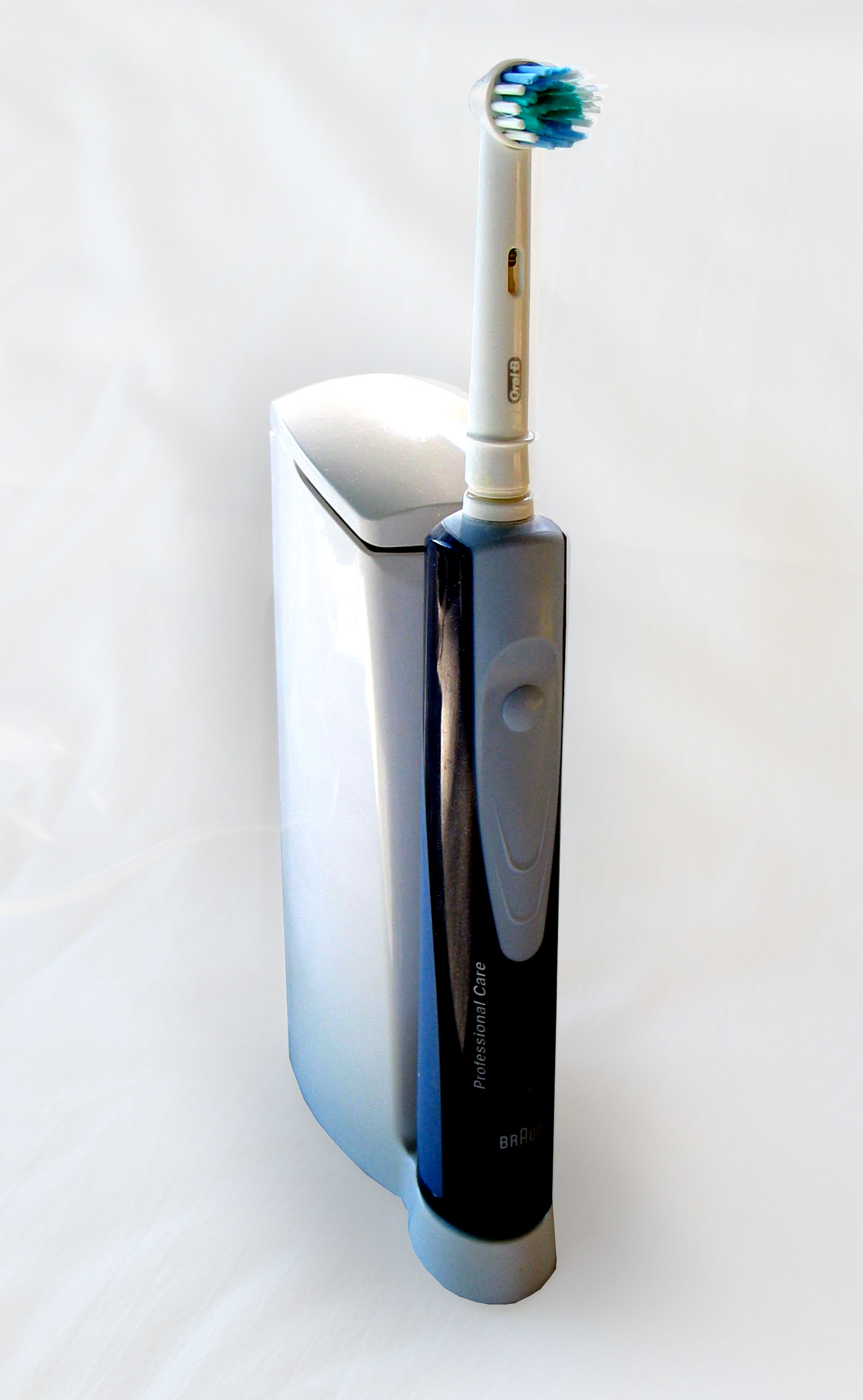
Cepillo eléctrico

Los cepillos eléctricos se pueden clasificar de acuerdo con la frecuencia (velocidad) de sus movimientos como cepillos eléctricos ordinarios, sónicos o ultrasónicos, dependiendo de si se hacen los movimientos que están por debajo, en o por encima del rango audible (20-20.000 Hz o 2400-2.400.000 movimientos por minuto), respectivamente.

## Historia

### Cepillo eléctrico del Doctor Scott
A fines del 1800 en Estados Unidos, un hombre llamado Dr. George A. Scott reclamó haber inventado un "cepillo eléctrico". Sin embargo, a diferencia de los cepillos eléctricos actuales, El cepillo del Dr. Scott no se movía por sí solo y de hecho no era del todo eléctrico. El aparato solamente contenía un imán en el mango. Se aseguraba que el campo magnético poseía beneficios para la salud.

### Inicios del cepillo dental eléctrico moderno
El Broxodent, fue el primer cepillo dental eléctrico exitoso, creado en Suiza en 1954 por el Dr. Philippe-Guy Woog. Este cepillo fue desarrollado en Suiza (luego en Francia) por Broxo S.A. El dispositivo debía ser enchufado a una toma de corriente estándar de pared con el voltaje de línea. El primer estudio en demostrar su superioridad por sobre el cepillo manual fue publicado en 1956 por el Profesor Arthur Jean Held en Ginebra. Los cepillos eléctricos fueron creados en un comienzo para pacientes con habilidades motoras limitadas, como también para pacientes que usaran aparatos de ortodoncia. Se ha afirmado que los cepillos eléctricos son más efectivos que los manuales pues dan menos posibilidad a que los pacientes se cepillen incorrectamente.
El cepillo dental eléctrico Broxo, fue introducido a los Estados Unidos por E. R. Squibb and Sons Pharmaceuticals en el centenario de la Asociación Dental Americana en 1959. Luego, fue distribuido en los Estados Unidos por Squibb bajo los nombres de Broxo-dent® o Broxodent®. En la década de los 80, Squibb transfirió la distribución de la línea Broxodent a los División de Laboratorios Somerset de Bristol Myers/Squibb.
En la URSS, los primeros cepillos de dientes eléctrico se hicieron en 1967 en la planta "Straume" (funcionaban con baterías eléctricas tipo Saturno). En 1968, en Moscú comenzó a hacer un segundo modelo.

### El cepillo inalámbrico
Aunque el Broxodent fue el primer cepillo eléctrico,el primero que llamó la atención del público en los Estados Unidos fue el "Cepillo dental automático" de la General Electric, introducido tempranamente en la década de los sesenta. Si bien era similar en cuanto a función al Broxodent, se diferenciaban en que este nuevo cepillo era inalámbrico y poseía baterías recargables de Níquel-Cadmio, mientras que el Broxodent estaba diseñado para conectarse a la red de electricidad doméstica. Así el modelo del Broxodent en los Estados Unidos difería de los europeos en relación con los estándares de electricidad.
Esta diferencia en la fuente de alimentación eléctrica fue importante por varias razones. En el caso de la unidad de General Electric, si bien era portátil, era voluminosa (del tamaño de una linterna de 2 baterías D). Además en esta época las baterías de Ni-Cad dejaban mucho que desear, pues sufrían de efecto memoria. El cepillo dental eléctrico de la General Electric venía con una base de carga que mantenía al cepillo de pie, así la unidad pasaba la mayor parte del tiempo en el cargador, lo cual no es lo más recomendable para la vida útil de las baterías. Las primeras baterías de NiCad no tenía mucha capacidad de carga (en comparación con una batería alcalina, por ejemplo) y no era poco común que el cepillo automático de la General Electric se descargara antes de finalizarse el cepillado, sobre todo si varios miembros de la familia utilizaban la misma pieza de mano en un periodo corto de tiempo. Finalmente, las primeras baterías de Ni-Cad tendían a tener una vida útil corta. Las baterías de este cepillo estaban selladas dentro de la unidad, por lo que frecuentemente toda la unidad era desechada cuando las baterías fallaban. El cepillo automático de la General Electric era menos costoso que el Broxodent, lo que pudo haber contribuido a ser un cepillo desechable. A pesar de los defectos del cepillo automático de la GE, el público quedó enganchado con el cepillado con aparatos eléctricos.
En contraste, la pieza de mano del Broxodent era delgada y marcadamente compacta, incluso para los estándares actuales. Ya que se conectaba a la red doméstica de electricidad, este nunca se agotaba o disminuía su funcionamiento, aunque si se sobrecalentaba tras un uso prolongado. Los primeros modelos del Broxodent venían con cables rectos, las unidades posteriores venían con cables en espiral. Todos los cables de alimentación del Broxodent tenían "protector contra tirones" donde el cable ingresaba a la pieza de mano, pero aun así era el lugar donde más probablemente se producían fallos (cortes). Ya que las piezas de mano del Broxodent estaban selladas, una fallo en el cable de alimentación era imposible de reparar y la costosa pieza de mano debía ser desechada. De todas formas, no era inusual que una pieza de mano Broxodent durara 20 años o más, siendo las fallas algo raro.
El uso de un aparato de tensión de línea de CA en un ambiente de baño era problemática. A principios de la década de 1990 Underwriters Laboratories (UL) y la Asociación Canadiense de Normas (CSA) dejaron de autorizar los aparatos que utilizan el voltaje de línea para el uso en un ambiente de baño. Los nuevos aparatos tenían que usar un transformador reductor para operar el cepillo de dientes a baja tensión (típicamente 12, 16 o 24 voltios). Estándares de cableado en muchos países exigen que enchufes en zonas de baño deben estar protegidos por un interruptor diferencial (por ejemplo, se lo requiere en los EE. UU. desde la década de 1970 en las salidas de baño en las nuevas construcciones).
Por la década de 1990 hubo problemas con la certificación de seguridad del diseño original de Broxo. Además, los cepillos a pilas mejorados a pilas se convirtieron en fuertes competidores. Broxo SA todavía produce y comercializa un modelo de baja tensión, pero su visibilidad pública ahora está limitada en comparación con los competidores más grandes como Sonicare y Braun Oral-B.
El primer cepillo de dientes ultrasónico, primero llamado el Ultima y más tarde el Ultrasonex, fue patentado en los EE. UU. en 1992, el mismo año en que la Agencia de Alimentos y Medicamentos de los Estados Unidos (la FDA) dio su aprobación para el uso diario en el hogar. Inicialmente, el Ultima funcionaba solo en el ultrasonido, pero unos años más tarde, se añadió un motor para dar el cepillo Ultrasonex vibración sónica adicional. Hoy en día, varios cepillos de dientes ultrasónicos proporcionan simultáneamente tanto el ultrasonido y la vibración sónica.

## Tipos

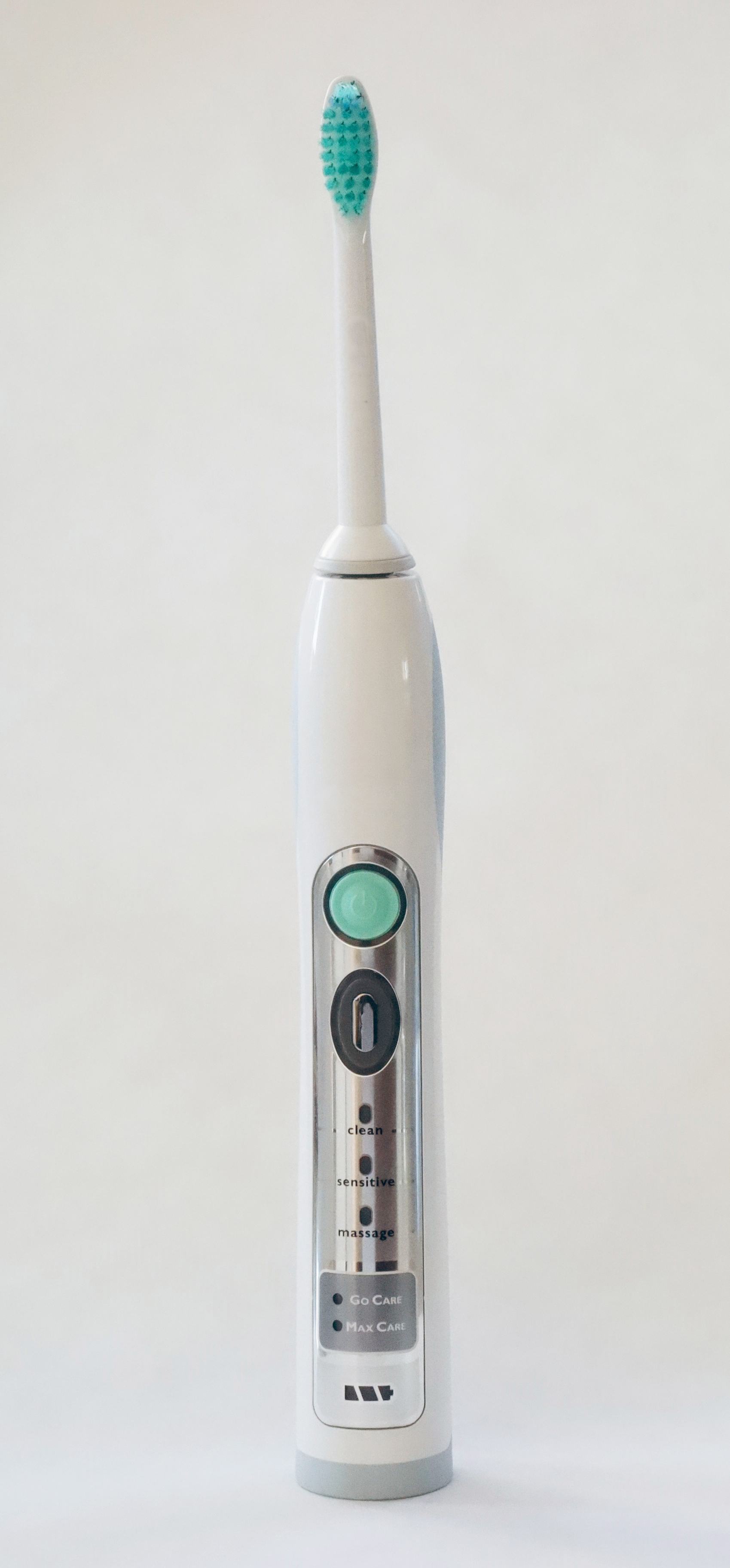
Cepillo sónico (Sonicare)

Los cepillos eléctricos pueden ser clasificados en dos categorías según el tipo de acción que emplean: la vibración o la giración oscilatoria Cuando se usa un cepillo de dientes vibratorio, se recomienda una técnica de cepillado similar a la que se utiliza con un cepillo de dientes manual, mientras que con los cepillos giratorios se recomienda simplemente mover el cepillo lentamente de diente a diente.
Los cepillos de dientes eléctricos también pueden ser clasificados según la velocidad de sus movimientos como cepillos eléctricos ordinarios, cepillos sónicos o cepillos ultrasónicos. Si el movimiento del cepillo es suficientemente rápido para producir un zumbido en la gama de frecuencias audible (20 a 20.000 Hz), puede ser clasificado como un cepillo sónico. Un cepillo eléctrico con movimientos más rápidos que este (más de 20.000 Hz) puede ser clasificado como un cepillo de dientes ultrasónico. Ciertos cepillos ultrasónicos, como el Megasonex y el Ultreo, proporcionan ambos movimientos sónicos y los ultrasonidos.

## Cepillo dental sónico
Los cepillos de dientes sónicos son un subconjunto de los cepillos de dientes eléctricos con movimientos suficientemente rápidos para producir vibraciones en el rango audible. La mayoría de los cepillos de dientes eléctricos recargables modernas de marcas como Sonicare y Oral-B pertenecen a esta categoría y por lo general tienen frecuencias de 200 a 400 Hz, que es decir 12.000-24.000 oscilaciones o 24.000-48.000 movimientos por minuto. Debido a que los cepillos de dientes sónicos se basan solamente en los movimientos de barrido para limpiar los dientes, el movimiento que proporcionan suele ser alta en amplitud, lo que significa que la longitud de los movimientos de barrido que hacen es grande.

## Cepillo dental ultrasónico

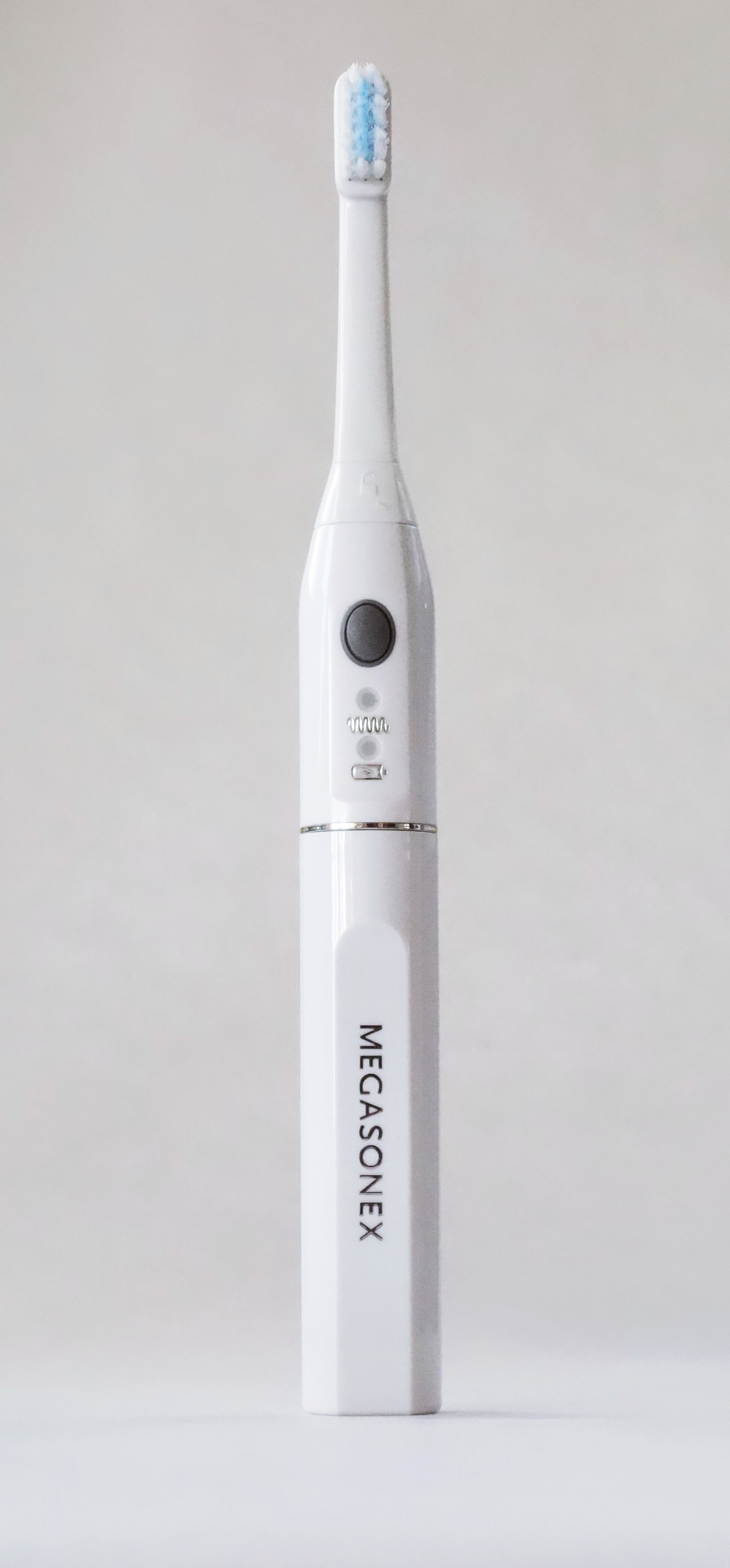
Cepillo ultrasónico (Megasonex)

El desarrollo más reciente en el campo es el cepillo dental ultrasónico, que proporciona las ondas ultrasónicas para limpiar los dientes. Por definición, un cepillo de dientes ultrasónico debe emitir ultrasonidos a una frecuencia de no menos de 20.000 Hz o 2.400.000 movimientos por minuto. Por lo general, los cepillos de dientes ultrasónicos aprobados por la Agencia de Alimentos y Medicamentos de los Estados Unidos (la FDA) operan a una frecuencia de 1,6 MHz, que se traduce en 192.000.000 movimientos por minuto.
Los cepillos de dientes ultrasónicos emiten vibraciones que son muy altas en frecuencia pero bajas en amplitud. Estas vibraciones se rompen las cadenas de bacterias que forman la placa dental y eliminan sus métodos de fijación a la superficie del diente hasta 5 mm por debajo de la línea de las encías.
Algunos cepillos ultrasónicos, como el Emmi-Dent, proporcionan solamente los ultrasonidos. Otros cepillos ultrasónicos, tales como el Ultreo y el Megasonex, proporcionan vibración sónica adicional que va desde 9.000 a 40.000 movimientos por minuto, comparable a un cepillo sónico, a fin de proporcionar movimiento de barrido adicional, que facilita la eliminación de partículas de alimentos y los restos de las cadenas bacterianas rotas. La vibración sónica en estos cepillos ultrasónicos puede ser más baja en amplitud que la encontrada en un cepillo sónico comparable debido al hecho de que las cadenas bacterianas no necesitan ser eliminadas solamente a través de la vibración sónica, simplemente barridas, porque el ultrasonido ya las ha roto.
Debido a la semejanza de los términos ultrasónicos y "sónico", hay una cierta confusión en el mercado y los cepillos de dientes sónicos frecuentemente están mal etiquetados como cepillos ultrasónicos. Un cepillo de dientes que funciona a una frecuencia o vibración de menos de 2.400.000 movimientos por minuto (20.000 Hz) es un cepillo sónico. Se llama sónico debido a que su frecuencia de funcionamiento, por ejemplo 31 000 movimientos por minuto, está dentro del rango de audición humana de entre aproximadamente 20 Hz hasta aproximadamente 20.000 Hz. Solo un cepillo que emite los ultrasonidos, es decir la vibración a una frecuencia mayor que el límite superior de la audición humana, técnicamente puede ser llamado un cepillo de dientes ultrasónico.

## Efectividad
Se ha argumentado que los cepillos de dientes eléctricos son más efectivos que los manuales, ya que son menos dependientes de técnica de cepillado personal del paciente. Algunos dentistas afirman también que ayudan a los niños con la superación de su miedo al dentista. Investigaciones independientes han encontrado que la mayoría de los cepillos dentales eléctricos no son más efectivos que los cepillos dentales manuales—suponiendo que los que cepillan con cepillos manuales cepillan correctamente.
. La excepción son los modelos con movimientos de rotación y oscilación, que incluyen varios de los cepillos eléctricos, pero aun así estos cepillos tienen un desempeño levemente mejor que un cepillo manual regular. La investigación señala que la manera en la que se realiza el cepillado, incluyendo la cantidad de tiempo invertido, tiene mayor importancia que el cepillo elegido. Para pacientes con destreza manual limitada, los dentistas creen que un cepillo dental eléctrico puede ser especialmente beneficioso. Por supuesto, hacer cualquier conclusión en esta área es asumir que las personas que usan un cepillo dental manual, de hecho, cepillarán sus dientes de una manera apropiada y durante un tiempo adecuado.
Por el contrario, una revisión reciente de Cochrane ha encontrado nueva evidencia que sugiere una mayor eficacia de los cepillos de dientes eléctricos en comparación con los cepillos manuales. La acumulación de placa se redujo en un 11% y la inflamación gingival se redujo en un 6% después de uno de los tres meses de uso. Después de tres meses de uso, la reducción observada fue mayor: una reducción del 21% en la acumulación de placa y una reducción del 11% en la inflamación gingival. Además, el ultrasonido emitido por un cepillo dental ultrasónico disponible comercialmente se ha demostrado para romper la placa dental compuesta de cadenas de bacterias cariogénicas Streptococcus mutans, destruir sus paredes celulares y eliminar sus métodos de fijación a la superficie del esmalte, a una distancia de 5 mm desde la placa.
La eficacia de un cepillo de dientes eléctrico no solo depende de su tipo de acción y sobre el uso correcto, sino también en la condición del cabezal del cepillo. La mayoría de los fabricantes recomiendan que los cabezales se cambian cada tres a seis meses como mínimo, o tan pronto como el cabezal del cepillo se ha deteriorado visiblemente.

### Fuente de alimentación y de carga
Los cepillos de dientes eléctricos modernos funcionan con bajo voltaje, 12V o menos. Unas pocas unidades utilizan un transformador reductor para alimentar el cepillo, pero la mayoría utilizan una batería, por lo general, pero no siempre recargable y no reemplazable, montado en el interior del mango, que está herméticamente sellado para evitar daños por agua. Mientras que los primeros cepillos  con baterías de NiCd utilizaban lengüetas de metal para conectar con la base de carga, los cepillos de dientes modernos utilizan recarga inalámbrica: el mango del cepillo y la base de carga contienen cada uno una bobina de Ruhmkorff; cuando se coloca en la proximidad entre sí, la bobina de potencia de la base de carga transfiere la potencia por inducción electromagnética a la bobina en el mango, cargando la batería.

### Temporizador
Muchos cepillos de dientes eléctricos modernos tienen un temporizador que zumba, o interrumpe brevemente el poder, por lo general después de dos minutos, ya veces cada 30 segundos. Esto se asocia con una recomendación habitual para cepillarse durante dos minutos, 30 segundos para cada uno de los cuatro cuadrantes de la boca.

### Pantalla
Algunos cepillos de dientes eléctricos tienen pantallas LCD que muestran el tiempo de cepillado y algunas veces iconos sonrientes u otras imágenes para fomentar el cepillado óptimo. Estas características podrían animar a la gente a cepillarse con mayor precisión.

### Sensor de presión
Cepillarse los dientes con demasiada fuerza puede causar daño del esmalte y de las encías. La mayoría de los cepillos sónicos modernos de alta gama tienen un sensor de presión, lo que evita que los usuarios se cepillen demasiado agresivamente. Hay dos tipos de sensores de presión. Algunos sensores producen un sonido de aviso y algunos detienen los movimientos del cepillo de dientes al instante que se cepilla con demasiada agresividad.

### Indicador de ultrasonido
Debido al hecho de que las frecuencias ultrasónicas son más allá del espectro audible y la amplitud de los movimientos realizados por un cepillo ultrasónico es típicamente demasiada pequeña para ser percibido, el ultrasonido es imperceptible para los seres humanos y puede que no sea evidente que un cepillo solo emitiendo ultrasonidos está encendido. Los cepillos de dientes ultrasónicos pueden tener un indicador para notificar al usuario que el cepillo se está emitiendo ultrasonido.

### Los modos de limpieza
Muchos cepillos sónicos ofrecen diferentes modos de limpieza y niveles de intensidad. Los modos de limpieza están diseñados para tipos especiales de la limpieza. Algunos de los más conocidos son: Sensible, Limpieza diaria, Blanqueamiento y Limpieza de la lengua.
Algunos cepillos de dientes que ofrecen tanto vibraciones sónicos y los ultrasonidos permiten la intensidad de los vibraciones sónicos a reducirse, o incluso apagarlos completamente de manera que solo se emite los ultrasonidos. Porque los movimientos de los ultrasonidos son muy bajos en amplitud, esta configuración podría ser recomendada para los pacientes que pueden no ser apropiados para la típica vibración de un cepillo eléctrico, pero que necesitan el poder de limpieza adicional de un cepillo ultrasónico, como los pacientes que han tenido recientemente una cirugía periodontal.